# XIII район (Подгуже)
Дзельни́ца XIII Подгу́же (пол. Dzielnica XIII Podgórze) — дзельница, административно-территориальная и вспомогательная единица Краковской городской гмины, один из 18 административных районов Кракова. Администрация дзельницы располагается по адресу Rynek Podgórski 1.

## География
Дзельница XIII Подгуже граничит на западе с дзельницей VIII Дембники, на юге с дзельницами IX Лагевники-Борек-Фаленцкий, XI Подгуже-Духацке, XII Бежанув-Прокоцим, на севере через реку Висла с дзельницами I Старе-Място, II Гжегужки, XIV Чижины, XVIII Нова-Хута.
Площадь дзельницы составляет 2516,07 гектара. В состав дзельницы входят оседле Бонарка, Заблоце, Лутня, Матечны, Плашув, Подгуже, Пшевуз, Рыбитвы.

## История
До 1990 года территорию современной дзельницы входила в состав Дзельницы Подгуже. Современная дзельница была учреждена 27 марта 1991 года решением № XXI/143/91 городского совета Кракова. Современные границы дзельницы были утверждены решением городского совета № XVI/192/95 от 19 апреля 1995 года.

## Население
Численность населения дзельницы составляет 32 539 человек.

## Достопримечательности

### Памятники культуры
Памятники культуры Малопольского воеводства:
| Изображение | Русское название                      | Польское название                               | Местоположение                                                                    |
| ----------- | ------------------------------------- | ----------------------------------------------- | --------------------------------------------------------------------------------- |
|             | Вилла Амона Гёта                      | Willa komendanta obozu koncentracyjnego Plaszow | ул. Хельтмана, 22                                                                 |
|             | Вилла Юлия                            | Willa Julia                                     | ул. Лясоты, 2                                                                     |
|             | Вилла Подскале                        | Willa Podskale                                  | ул. Лясоты, 2                                                                     |
|             | Дом Александровичей                   | Kamienica Aleksandrowiczów                      | улицы Пши Мосьце, 1, Бродзинского, 9 и Старомостовая, 6                           |
|             | Дом на улице Замойского, 12           | Dworek przy ul. Zamoyskiego 12                  | ул. Замойского, 12                                                                |
|             | Дом под липками                       | Dworek Pod Lipkami                              | ул. Замойского, 18                                                                |
|             | Дом подо львом                        | Kamienica pod Lwem                              | ул. Юзифинская, 4                                                                 |
|             | Бывший концентрационный лагерь Плашов | Plaszów                                         | На территории бывшего концентрационного лагеря находится Памятник жертвам фашизма |
|             | Дом под оленем                        | Dworek Pod Jeleniem                             | Подгурский рынок, 12 и ул. Бродзинского, 2                                        |
|             | Лагерный карцер                       | Karcer obozowy                                  | ул. Иерусалимская, 6                                                              |
|             | Курган Крака                          | Kopiec Krakusa                                  |                                                                                   |
|             | Подгурская ратуша                     | Nowy Ratusz                                     | Подгурский рынок, 1                                                               |
|             | Подгурская ратуша                     | Stary Ratusz                                    | Подгурский рынок, 14                                                              |
|             | Синагога Цукера                       | Synagoga Zuckera                                | ул. Венгерская, 7                                                                 |
|             | Старое подгурское кладбище            | Stary Cmentarz Podgórski                        | аллея Силезских повстанцев, 1                                                     |
|             | Церковь Святого Бенедикта             | Kościół św. Benedykta                           |                                                                                   |
|             | Церковь Святого Иосифа                | Kościół św. Józefa                              |                                                                                   |

### Другие достопримечательности
- Воинское кладбище № 385;
- Воинское кладбище № 386;
- Кладбище Абрахама;
- Подгурское кладбище;
- Старое еврейское кладбище;
- Новое еврейское кладбище;
- Хуёва-Гурка
- Церковь Непорочного Сердца Девы Марии;
- Церковь Пресвятой Девы Марии Фатимской;
- Церковь Пресвятой Троицы;
- Церковь Святейшего Сердца Иисуса;
- Церковь Святой Кинги.